# Samuel Halscheidt

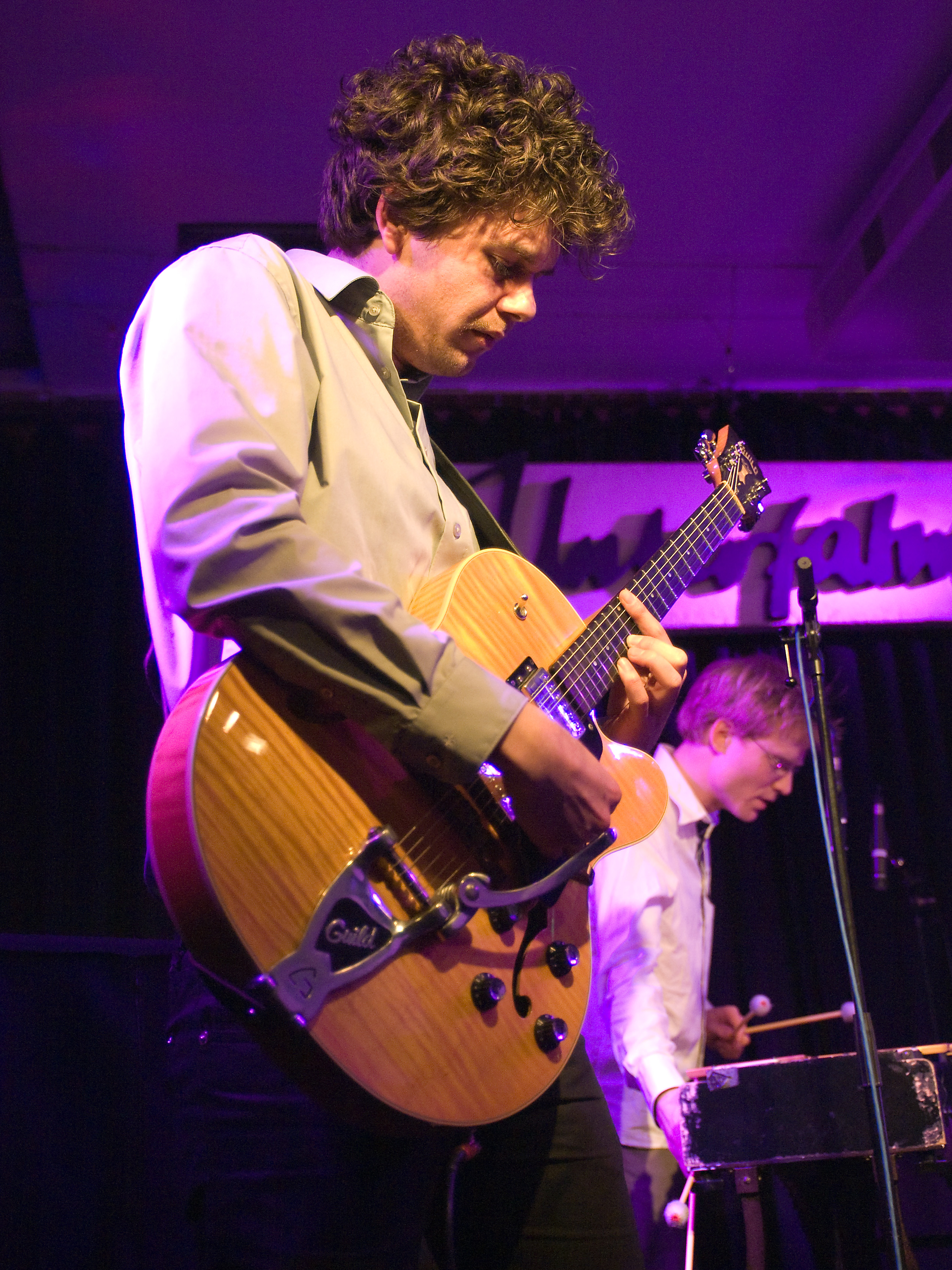
Samuel Halscheidt im Jazz Club Unterfahrt, München, 2010

Samuel Halscheidt (* 8. November 1978 in Essen) ist ein deutscher Jazz- und Pop-Gitarrist.

## Leben
Halscheidt begann im Alter von sechs Jahren mit dem Gitarrenspiel. Er studierte Jazzgitarre von 2000 bis 2002 an der Hochschule für Musik Carl Maria von Weber Dresden sowie von 2002 bis 2007 an der Universität der Künste Berlin. In letzterer genoss er Unterricht u. a. bei Frank Möbus, Werner Neumann, David Friedman, Jerry Granelli und John Hollenbeck. Während des Studiums an der Universität der Künste formierte er zusammen mit Ketan Bhatti und Benjamin Hiesinger sein SH! Trio.
Halscheidt leitet seine Rockband The Gecko und arbeitet als Gitarrist derzeit zusammen mit der Künstlerin Annamateur. Er arbeitete zusammen mit zahlreichen Musikern aus dem Bereich Jazz, Rock und Pop u. a. mit Tobias Backhaus, Pierre Borel im Trio Luc Tonnerre sowie mit Pierre Borel, Tobias Backhaus, Andreas Waelti, Matthias Müller, Karl Ivar Refseth, Daniel Glatzel bzw. Samuel Blaser im Sextett Transitroom, für die er auch komponiert, in der Band von Meral Al-Mer und dem Produzenten Kraans de Lutin, dem Posaunisten Johannes Lauer und Lucia Cadotsch, dem Cellisten Stephan Braun sowie Christian Lillinger.
Weiterhin betätigte sich Halscheidt als Gitarrist und Komponist mit der Filmproduktion Phirefones u. a. für Fernsehproduktionen wie Tatort und Ein Fall für Zwei sowie für verschiedene Werbemusiken. Er machte die Musik für die Kurzfilm-Dokumentation Sternstunden von Pola Beck. Er arbeitete zusammen mit Regisseur Matthias Luthardt für dessen Kurzfilm-Dokumentation Menschen brauchen Hobbies sowie mit Matthias Matschke für das Hörspiel  Alter Ford Escort dunkelblau von Dirk Laucke. Seit 2013 arbeitet er regelmäßig mit Pigor & Eichhorn zusammen und ist seit 2014 Bassist im Tanzensemble von Meg Stuart für ihr Bühnenstück 'Until Our Hearts Stop'. Halscheidt lebt in Berlin.

## Diskografische Hinweise
- Best Off mit Luc Tonnerre (Pierre Borel und Tobias Backhaus); 2009 – JazzHausMusik
- Gordon Pym mit Transit Room (s. o.); 2010 – Double Moon Records
- Failure Is Not An Option mit The Gecko; 2010 – Brandnewmusic
- Screamshots mit Annamateur (s. o.); 2012 – Roof Musik
- Solo Guitar; 2012 – ohne Label
- UNTIL OUR HEARTS STOP; 2017 – Quilin Records